# Protilema rotundipenne
Protilema rotundipenne är en skalbaggsart som beskrevs av Stefan von Breuning 1947. Protilema rotundipenne ingår i släktet Protilema och familjen långhorningar. Inga underarter finns listade i Catalogue of Life.